# Brachiacantha blaisdelli
Brachiacantha blaisdelli är en skalbaggsart som beskrevs av Nunenmacher 1909. Brachiacantha blaisdelli ingår i släktet Brachiacantha och familjen nyckelpigor. Inga underarter finns listade i Catalogue of Life.